# Grazer Wechselseitige

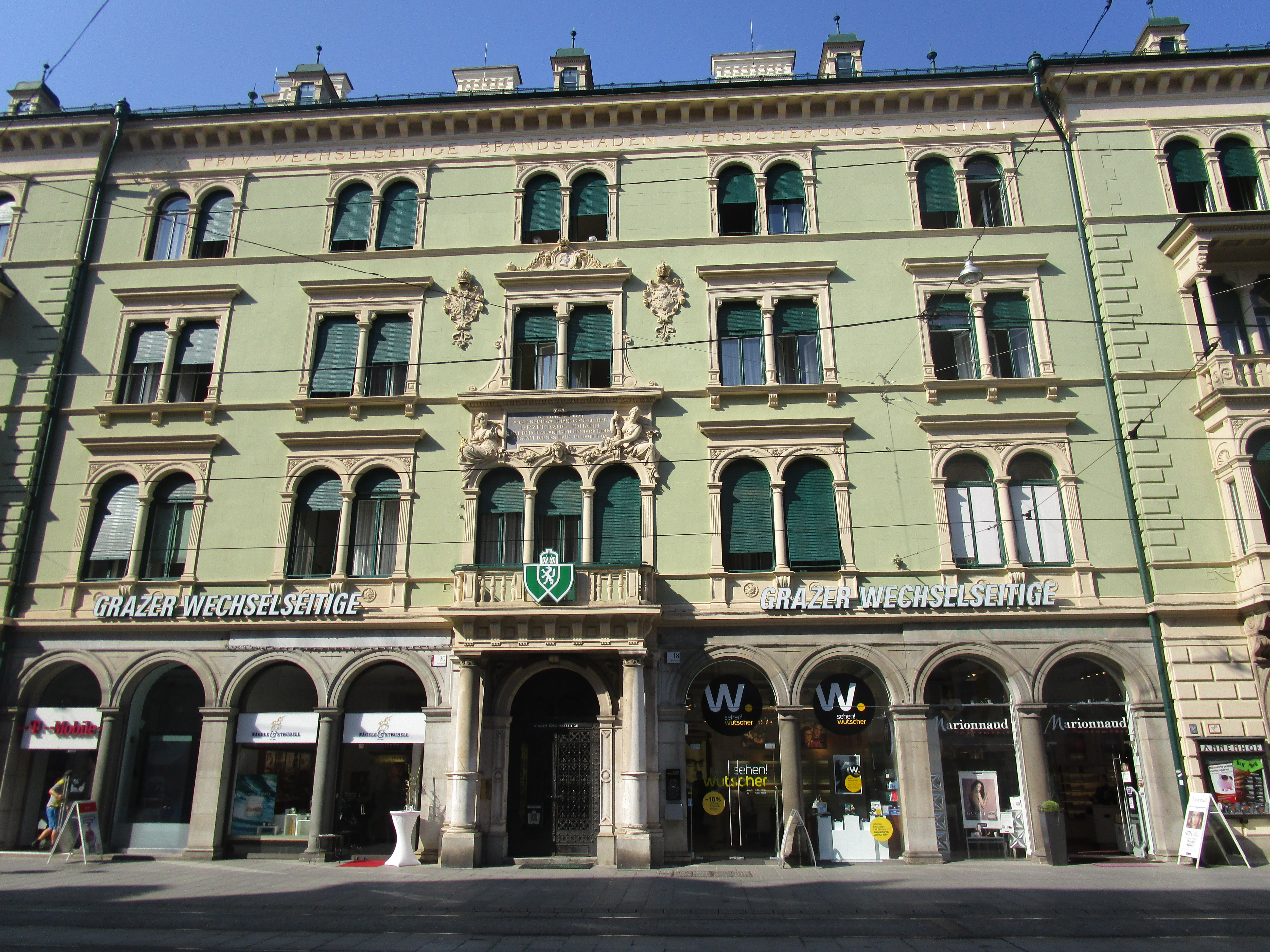
Die 1900 errichtete Generaldirektion der Grazer Wechselseitigen Versicherung in Graz.

Die Grazer Wechselseitige Versicherung Aktiengesellschaft (kurz: GRAWE) ist ein österreichischer Versicherungskonzern  mit Sitz in Graz.

## Geschichte
Die GRAWE wurde am 14. Juli 1828 als „k.k. privilegierte innerösterreichische Brandschaden-Versicherungs-Anstalt für Steiermark, Kärnten und Krain“ von Erzherzog Johann als (ursprünglich reine) Feuerversicherung gegründet.
„Verlässlicher Versicherungsschutz für alle“ war sein Ziel, als Grundsatz dabei galt für ihn damals (wie auch heute konzernweit): „In der Eintracht Vieler liegt die Kraft, die das Gute bewirkt. Dazu beizutragen ist eines Jeden Aufgabe!“

## Konzernreichweite
Die GRAWE Group ist ein unabhängiger österreichischer Konzern mit Tochtergesellschaften in Zentral-, Ost- und Südosteuropa. Außerdem ist die GRAWE Group auch im Rahmen der Dienstleistungsfreiheit in anderen EU-Ländern und in der Rückversicherung tätig. Versicherungen, Finanzdienstleistungen und Immobilien stellen die Kernkompetenzen der GRAWE Group dar.

## Netzwerk
Die GRAWE hat sich mit der Kärntner Landesversicherung, der Niederösterreichischen Versicherung, der Oberösterreichischen Versicherung, der Tiroler Versicherung und der Vorarlberger Landesversicherung zur Vereinigung Österreichischer Länderversicherer (VÖL) zusammengeschlossen. Ziel des Netzwerks ist es, Synergien zu nutzen und die Position als heimische Versicherer zu stärken.

## Personen
Generaldirektor der GRAWE ist Klaus Scheitegel. Aufsichtsratpräsident ist traditionellerweise ein direkter Nachfahre des Unternehmensgründers Erzherzog Johann, zur Zeit Philipp Meran.